# 海南大叶白粉藤
海南大叶白粉藤（学名：Cissus repanda var. subferruginea）为葡萄科白粉藤属下的一个变种。

## 扩展阅读
- 維基物種上的相關：海南大叶白粉藤